# We Will Rock You (musical)
We Will Rock You (abbreviato in WWRY) è il jukebox musical basato sulle canzoni del gruppo britannico Queen e che prende il nome dall'omonimo successo del gruppo. È stato prodotto da Ben Elton in collaborazione con due suoi componenti: il batterista Roger Taylor e il chitarrista Brian May.

## Trama

### I Atto
Il musical è ambientato tra circa trecento anni, in un futuro orwelliano. Il pianeta Terra è stato rinominato Pianeta Mall ed è controllato dalla Globalsoft Corporation. Sul Pianeta Mall i ragazzi, detti Gaga Kids, ascoltano solamente la computer music, vestono allo stesso modo e pensano alle stesse cose. Gli strumenti musicali sono stati aboliti e la musica rock è sconosciuta (Radio Ga Ga).
In una classe di Ragazzi Gaga vi è una pecora nera, Galileo, un ragazzo che sogna e sente strane parole, molte delle quali sono vecchie canzoni bandite, benché non ne capisca il significato. Disobbedendo alla sua insegnante, Galileo decide di non conformarsi con il resto dei ragazzi (I Want to Break Free). Galileo quindi viene catturato da Khashoggi, il capo della polizia della Globalsoft. L'insegnante però ha riscontrato una seconda anomalia, una giovane ragazza dark che è derisa dalle sue coetanee (Somebody to Love). Anche lei viene catturata da Khashoggi.
A capo della Globalsoft vi è Killer Queen (Killer Queen). Lei è a conoscenza di una profezia: alcuni strumenti musicali esistono ancora e sono nascosti nel luogo del living rock e che saranno indicati da una stella. Killer Queen ordina a Khashoggi di sconfiggere coloro che si ribellano alla Globalsoft e che credono alla profezia (Play the Game): i Bohemian.
Galileo e la giovane, da lui soprannominata Scaramouche, si svegliano in un ospedale (Death on Two Legs - instrumental). Questi si rendono conto che sono due spiriti gemelli e che sono diversi dalla società (Under Pressure). Insieme scappano dall'ospedale.
Killer Queen ha ormai il pianeta in pugno ed è convinta che non esistano gli strumenti della profezia (A Kind of Magic).

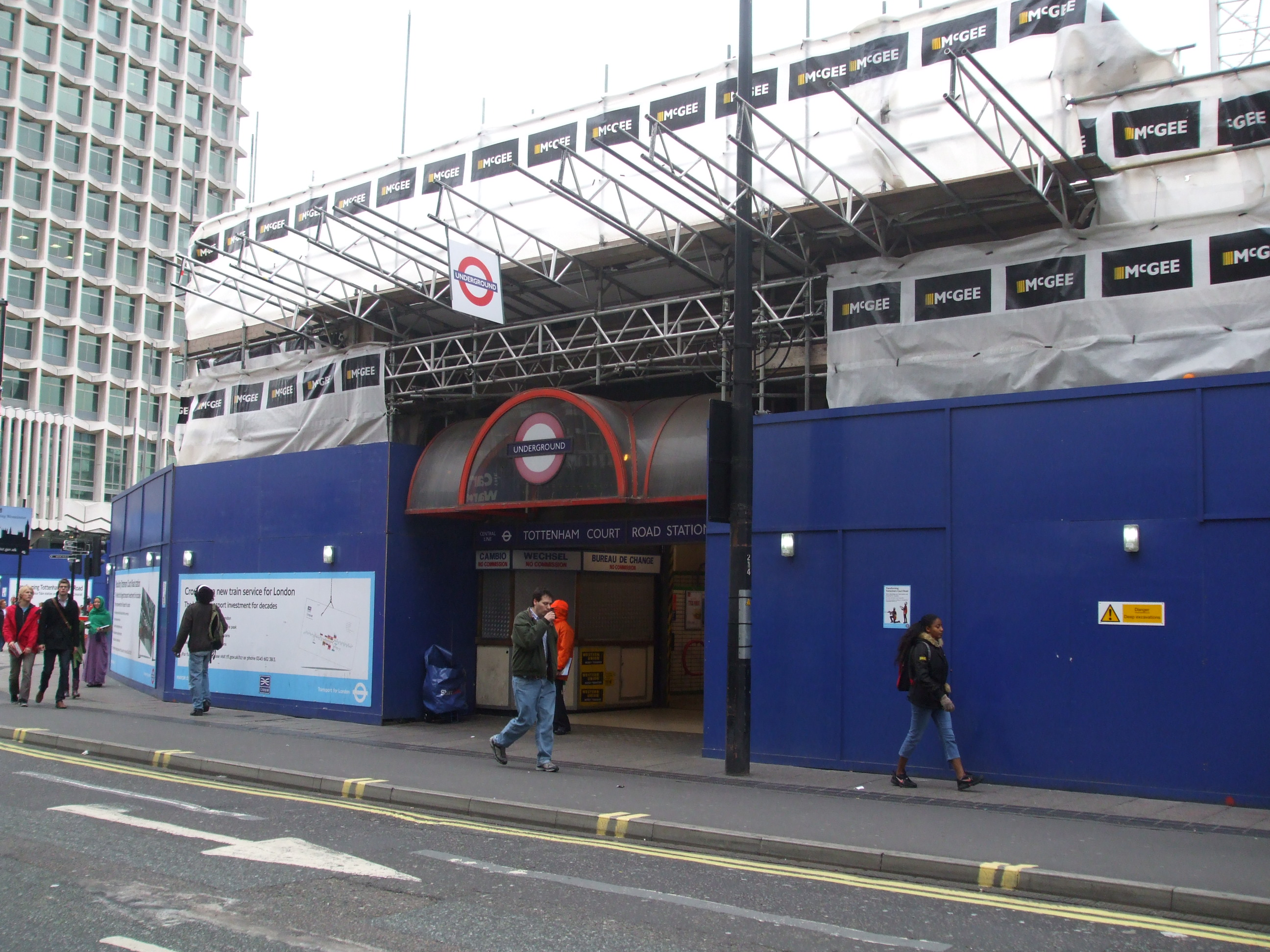
Stazione Tottenham Court Road, Londra

I due Bohemians Brit e Meat (detta anche Oz) escono dalla fogne, dove custodiscono i testi sacri che raccontano la profezia sugli strumenti musicali. Il primo crede nell'esistenza del Sognatore che porterà a compimento la profezia (I Want It All).
Galileo e la ragazza, fuggiti, si imbattono in Brit ed Oz, che li catturano e li accusano di essere delle spie, poiché Galileo cita continuamente i sacri testi. Galileo però insiste dicendo di non essere una spia, ma ciò che dice è solo quello che sente nella sua mente. Brit lo mette alla prova cantandogli i primi versi della canzone Bohemian Rhapsody; Galileo risponde correttamente e Brit capisce che quest'ultimo è il Sognatore della profezia. Brit e Oz li portano nel Heartbreak Hotel, che è presso le rovine della Stazione Tottenham Court Road e dove si trova il rifugio dei Bohemians.
Questi spiegano che i loro nomi derivano dai cantanti del passato scomparsi, e insieme li ricordano (No-One but You (Only the Good Die Young)). Il gruppo poi ricorda la ragione per cui le rock band iniziarono a suonare: l'amore (Crazy Little Thing Called Love).
Khashoggi e la polizia all'improvviso arrivano al Heartbreak Hotel, dove circondano e catturano i Bohemians. Brit però si libera e combatte contro la polizia per far sì che Galileo e Scaramouche possano scappare, ma durante lo scontro Brit viene ucciso (Ogre Battle).

### II Atto
I Ragazzi Ga Ga continuano a far circolare la loro moda (One Vision).
Galileo e Scaramouche tornano all'Heartbreak Hotel, dove scoprono dei dispositivi impiantati dietro le loro teste e capiscono come siano stati questi a farli trovare dalla polizia. I due si dichiarano il proprio amore (Who Wants to Live Forever).

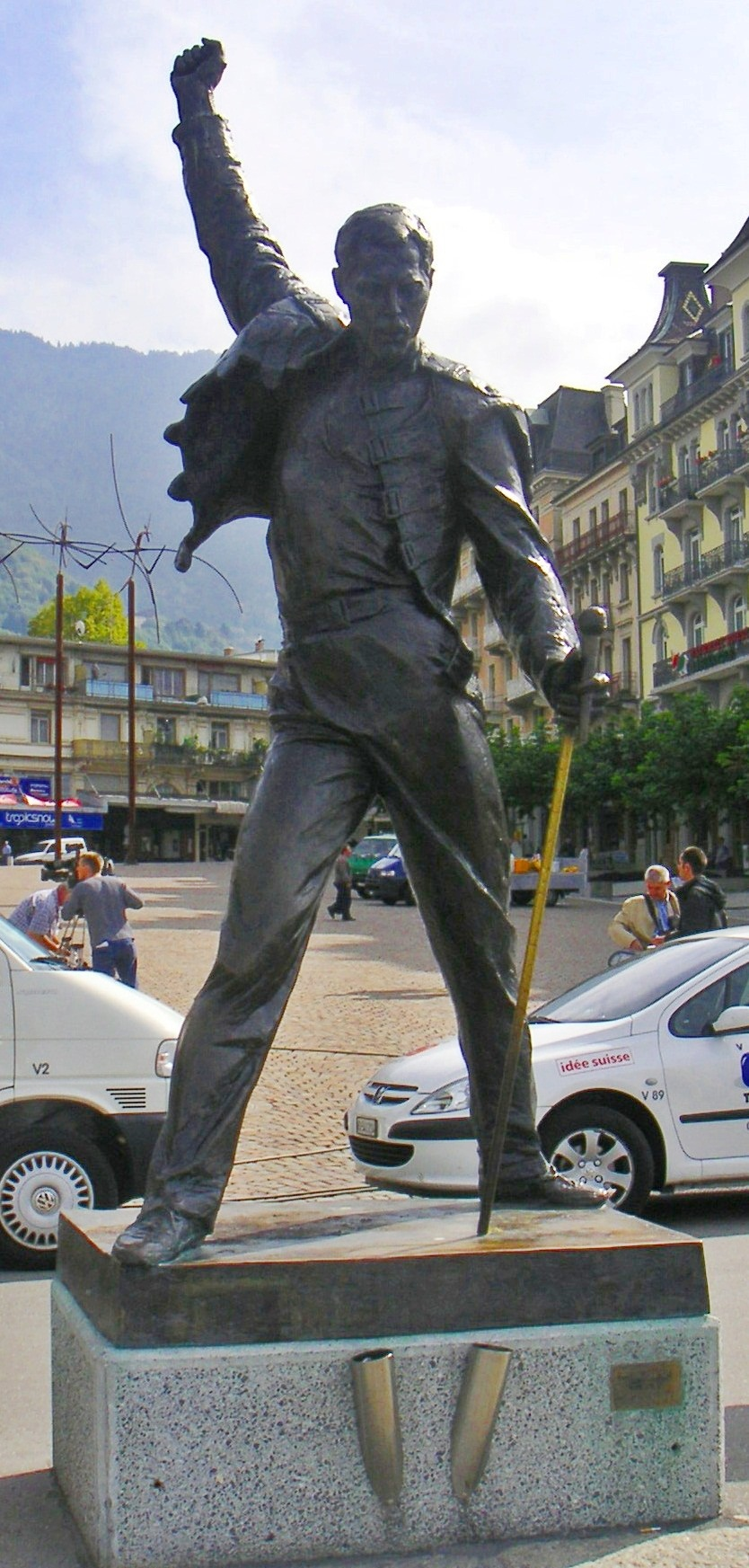
Statua di Freddie Mercury, Montreux

I Bohemians sopravvissuti sono catturali da Khashoggi e torturati (Flash). Quando questi non riesce a scoprire nulla delle profezia, lobotomizza i ribelli (Seven Seas of Rhye).
Galileo si sveglia e dice a Scaramouche di aver sognato che i Bohemians sono stati portati nel Seven Seas of Rhye. La ragazza vuole andare con lui, ma Galileo insiste che lei debba restare, chiamandola pollastra. Scaramouche si offende e, dopo un litigio, decidono di partire.
Tornato al quartier generale della Globalsoft (Fat Bottomed Girls), Khashoggi riporta che i Bohemians non sono più un problema. Killer Queen festeggia anticipatamente (Don't Stop Me Now). Khashoggi infatti la interrompe, spiegando che Galileo e la ragazza sono scappati. Killer Queen dichiara che questa è l'ultima volta che Khashoggi sbaglia, e lo lobotomizza (Another One Bites the Dust).
Galileo e Scaramouche decidono di recarsi insieme al Seven Seas of Rhye Pub (Hammer to Fall). Arrivati al pub (nei pressi del lago di Ginevra) trovano Pop, un bibliotecario, che serve da bere ai Bohemians senza vita (These Are the Days of Our Lives). Il bibliotecario Pop spiega ai ragazzi che la profezia è stata incisa dai tre (uno era morto giovane) componenti dei Queen prima che morissero. Scaramouche poi capisce che la stella splendente della profezia è la statua di Freddie Mercury, che indica il luogo del living rock: il Wembley Stadium. Galileo, Scaramouche e Pop montano sulla moto di Pop e viaggiano verso lo stadio (Headlong (reprise)).
Purtroppo lo stadio di Wembley è in rovina, e non viene trovato nessuno strumento musicale. Scaramouche consiglia a Galileo di iniziare ad intonare l'inizio della canzone We Will Rock You, e allora una chitarra elettrica compare dalle rovine. Galileo però non riesce a suonarla, ma ci riesce Scaramouche (Brighton Rock solo). Pop riesce a connettersi alla rete della Globalsoft così che la loro musica possa essere sentita da tutti gli abitanti del Pianeta Mall, e Killer Queen viene sconfitta (We Will Rock You / We Are the Champions).
Calato il sipario, appare una domanda che chiede: Volete sentire Bohemian Rhapsody? (Do you want to hear Bohemian Rhapsody?), tutto il pubblico risponde di sì. Allora compare la risposta: Va bene (All right then) e tutto il cast arriva sul palco e canta Bohemian Rhapsody.

## Personaggi
- Galileo - è il personaggio principale; è un sognatore che sente strane parole nella testa. È la reincarnazione di Freddie Mercury. Il nome deriva dalla canzone Bohemian Rhapsody.
- Scaramouche - cinica e sarcastica, è la fiamma di Galileo. Infine, suonando la chitarra, è la reincarnazione di Brian May. Il suo nome deriva dalla canzone Bohemian Rhapsody.
- Killer Queen - è la cattiva del musical. È a capo della Globalsoft. Il suo nome deriva dalla canzone Killer Queen.
- Khashoggi - è il comandante in seconda di Killer Queen, capo della polizia della Globalsoft. Il suo nome deriva dalla canzone Khashoggi's Ship.
- Pop - è un bibliotecario, alla ricerca del momento da cui è iniziata a morire la musica. In altre produzioni è detto Cliff.
- Brit - diminutivo di Britney Spears, è il capo dei Bohemians. In altre produzioni è detto Paris (come Paris Hilton), Duff (come Hilary Duff), Vic (come Victoria Beckham) o J.B. (come Jeanette Biedermann).
- Meat - diminutivo di Meat Loaf. È il capo dei Bohemians e compagna di Brit. In altre produzioni è chiamata Oz (come Ozzy Osbourne).
- Altri Bohemian - sono i ribelli. Come nomi si sono dati quelli di famosi cantanti del passato, che cambiano a seconda dello stato in cui è rappresentato lo spettacolo.

## Produzione

### Regno Unito

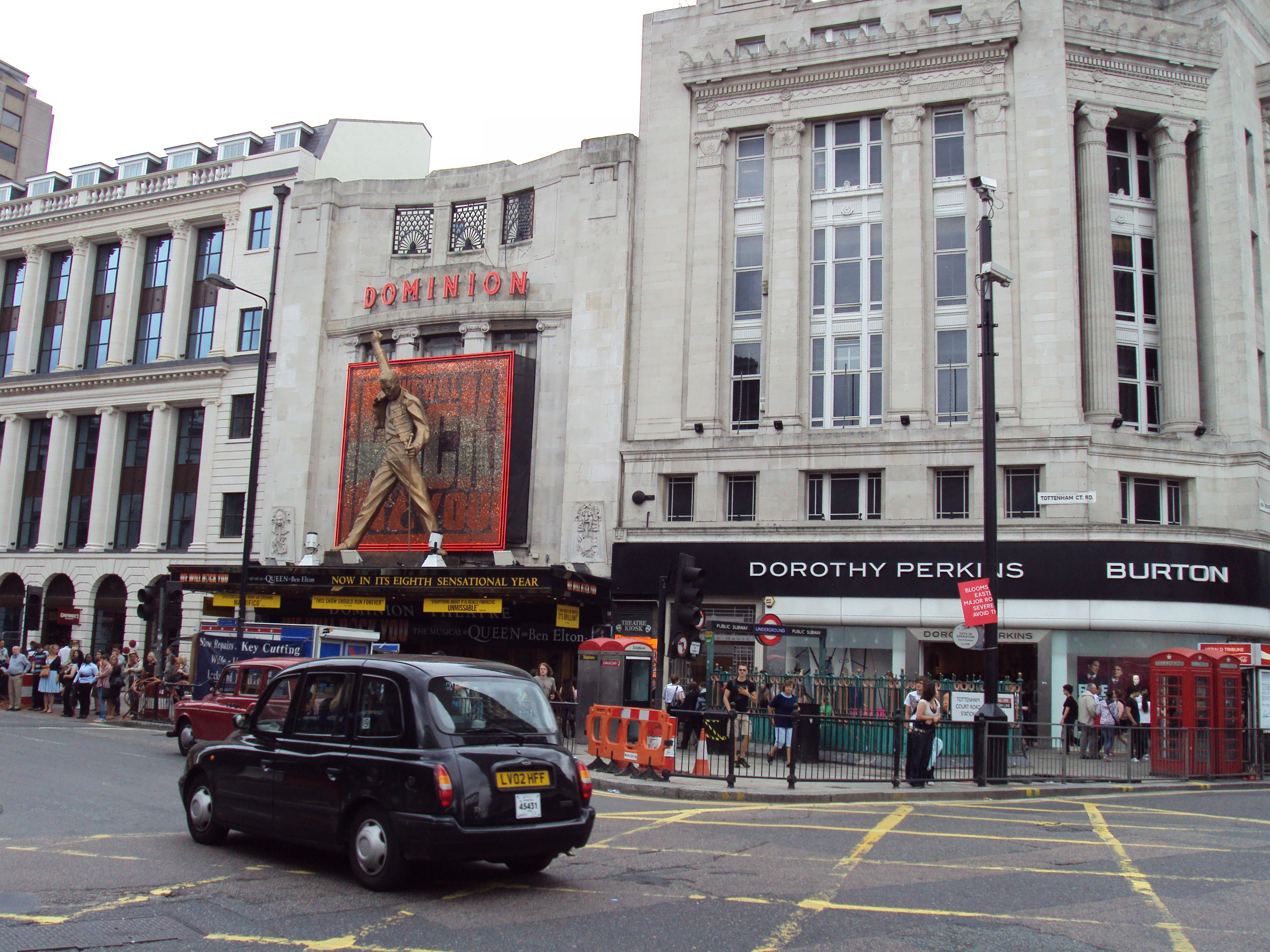
Dominion Theatre, Londra

La produzione originale di WWRY si è aperta il 12 maggio 2002 al Dominion Theatre di Londra. Tony Vincent era Galileo, Hannah Jane Fox era Scaramouche, Sharon D. Clarke era Killer Queen, Nigel Planer era Pop e Kerry Ellis era Meat. La Clarke per questo ruolo vinse il premio Laurence Olivier 2003 come Miglior ruolo non-protagonista.
Il 17 agosto del 2005 WWRY divenne lo spettacolo rappresentato per più tempo in quel luogo, superando il precedente record di Grease. Dato molto notevole, poiché il Dominion Theatre è uno dei teatri più grandi del West End con i suoi duemila posti. Ora lo spettacolo è programmato fino ad ottobre 2011.
Un tour nazionale nel Regno Unito è stato lanciato nel 2009, che ha toccato il Palace Theatre di Manchester, il Sunderland Empire, il Birmingham Hippodrome, il Bristol Hippodrome e la Edinburgh Playhouse.

### Europa

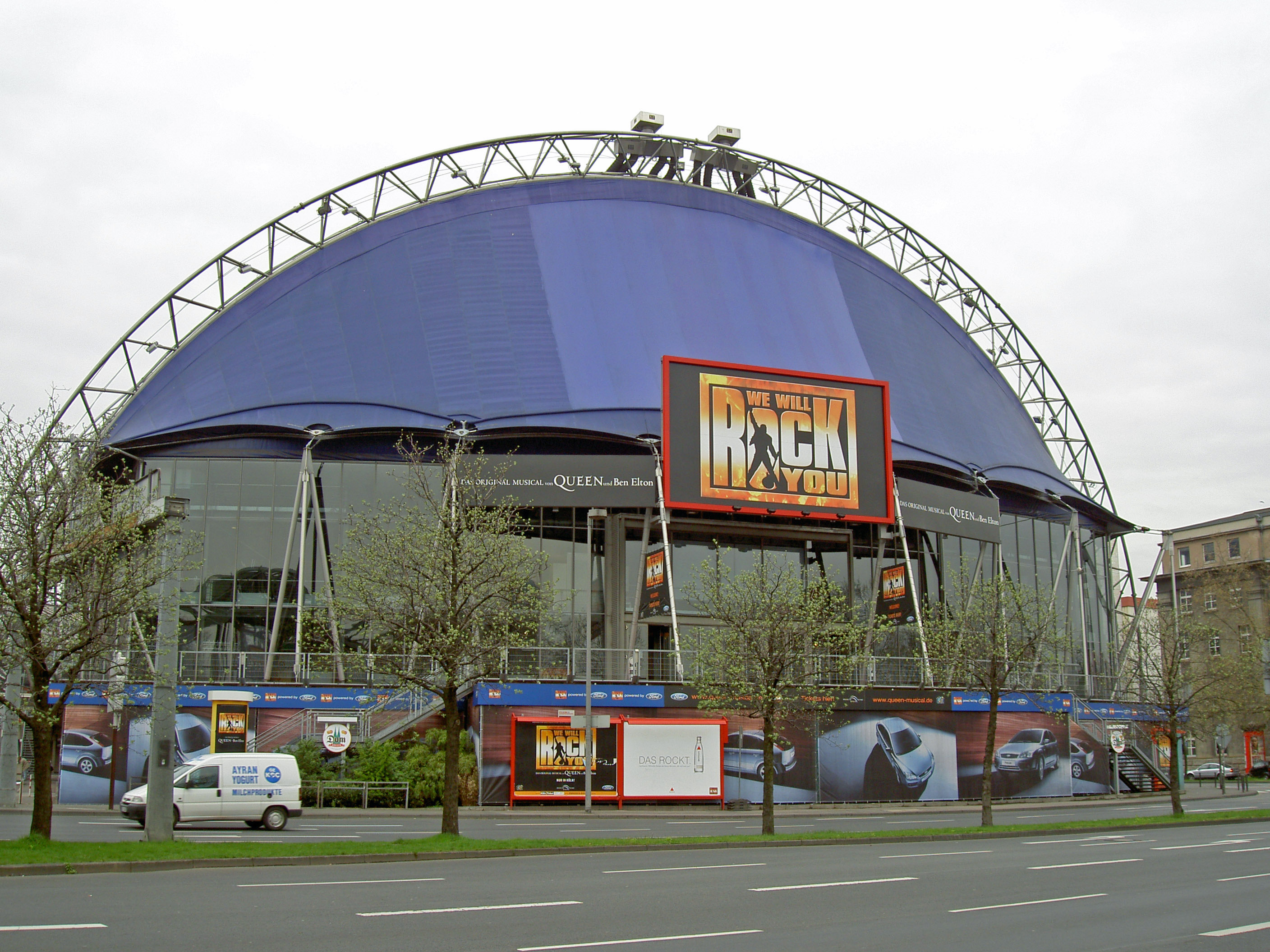
Musical Dome, Colonia

Una produzione spagnola iniziò il 3 novembre 2003 al Teatro Calderòn di Madrid. La produzione di Madrid aveva tutti i dialoghi in spagnolo e anche le canzoni tradotte nella lingua locale, eccetto We Will Rock You, We Are the Champions e Bohemian Rhapsody, che sono rimaste in inglese. Questa produzione chiuse a Madrid ma iniziò un tour che si fermò a Barcellona (2004), Bilbao (2004-2005) e Valencia (febbraio 2005). Dal 2007 fino al 2008 è tornato a Madrid.
Una produzione tedesca iniziò al Musical Dome di Colonia l'11 dicembre del 2005. Lo spettacolo prevede i dialoghi in tedesco e le canzoni un misto tra tedesco, che rappresenta il presente, e inglese, che rappresenta il passato. La produzione chiuse nel settembre del 2008, per poi trasferirsi a Stoccarda, dove venne rappresentato al Teatro Apollo.
Tra il 2006 e i 2007 la produzione tedesca sbarcò anche in Svizzera, a Zurigo, con lo stesso libretto bilingue di Colonia. Poi la produzione si trasferì anche in Austria a Vienna, al Teatro Raimund.
Tra Ottobre 2018 e Febbraio 2019 lo spettacolo è stato prodotto da Peeparrow e Tec Entertainment e proposto in tour in Olanda in lingua inglese con la partecipazione straordinaria nel ruolo di Killer Queen di Anastacia, dove il ruolo di Galileo è stato affidato alternativamente a Giorgio Adamo e Flavio Gismondi, Scaramouche ad Arianna Galletti e Eleonora Facchini.

### Italia
Lo spettacolo arriva in Italia alla fine del 2009. La prima è stata il 4 dicembre 2009 all'Allianz Teatro di Milano, con la partecipazione di Brian May e Roger Taylor. Galileo è, alternativamente, Gianluca Merolli e Salvo Vinci, Scaramouche è Martha Rossi e Martina Ciabatti, Killer Queen è Valentina Ferrari, Khashoggi è Salvo Bruno e Carlo Spanò, Brit è Paolo Barillari e Leonardo Di Minno, Pop è Massimiliano Colonna, Oz è Mary Dima e Loredana Fadda. La band che suona dal vivo è composta dal Maestro Roberto Zanaboni (direttore e tastiere), Davide Magnabosco e Giovanni Maria Lori (tastiere), Tristan Avakian e Andrea Cervetto (chitarra), Linda Pinelli (basso), Alex Polifrone (batteria) e Marco Scazzetta (percussioni). Il vocal Coach è Alex Procacci. Gli adattamenti coreografici sono di Chiara Valli. La traduzione del testo e l'adattamento italiano è di Raffaella Rolla e Alice Mistroni. La produzione è di Claudio Trotta per Barley Arts. La regia è di Maurizio Colombi.
Nella versione italiana il personaggio Meat è chiamata Oz, e i ragazzi Bohemians si sono dati nomi di cantanti italiani, come Raffaella Carrà, Toto Cutugno, Riccardo Cocciante, Vasco Rossi e Zucchero. Le canzoni Radio Ga Ga e No one but You sono cantate nella lingua italiana.
Lo spettacolo è stato poi rappresentato anche a Bologna, Roma, Trieste e Latina.
Nel 2018 parte una seconda edizione dello spettacolo, con la prima il 20 ottobre 2018 al Teatro Rossini di Civitanova. L'allestimento è nuovo, ma buona parte del cast rimane la stessa della versione del 2009: Salvo Vinci, Valentina Ferrari, Massimiliano Colonna e Loredana Fadda riprendono i loro ruoli come Galileo, Killer Queen, Pop e Oz, mentre Scaramouche è Alessandra Ferrari, Brit è Claudio Zanelli e Khashoggi è Paolo Barillari (già Brit nell'edizione precedente). A suonare dal vivo sono Riccardo Di Paola e Antonio Torella (tastiere), Roberta Raschella e Federica Pellegrinelli (chitarra), Alessandro Cassani (basso) e Marco Parenti (batteria).
Questa nuova edizione riadatta parte dei dialoghi per rendere l'opera più attuale e italianizzandola: i Ragazzi Ga Ga sono ossessionati dai social network, la Globalsoft ha reso l'Italiano l'unica lingua mondiale (rendendo quindi le canzoni in inglese doppiamente illegali) e Barbara D'Urso direttrice del TG5, tra i cantanti citati dalle visioni di Galileo ci sono Vasco Rossi e Fabio Rovazzi e tra i nomi dei Bohemians troviamo Gianna Nannini, Loredana Berté, Ed Sheeran e Alanis Morissette.
Lo spettacolo è stato poi rappresentato anche a Trieste, Assisi, Bologna, Brescia, Montecatini Terme, Jesolo, Bassano del Grappa, Bergamo, Milano, Genova, Roma, Napoli, Catanzaro, Reggio Calabria, Catania, Bari, Firenze, Padova, Torino e Gorizia.
Nell'autunno 2019 parte la seconda stagione dell'edizione del 2018, le differenze sono alcuni dialoghi aggiornati il ritorno di Martha Rossi nei panni di Scaramouche e la new entry Luca Marconi come Galileo.

## Canzoni
Tutte le canzoni presenti nel musical sono dei Queen;
- Innuendo – Freddie Mercury e Queen
- Radio Ga Ga – Ga Ga Kids
- I Want to Break Free/Io voglio tornar – Galileo
- I Want to Break Free/Io voglio tornar (reprise) – Scaramouche
- Somebody to Love/Un uomo per me – Scaramouche e Teen Queens
- Killer Queen – Killer Queen e Yuppies
- Play the Game/Il gioco dell'amor – Killer Queen e Yuppies
- Death On Two Legs/Tu sei morto (strumentale)
- Under Pressure/Sotto pression – Galileo e Scaramouche
- A Kind of Magic/Dare il potere a me – Killer Queen, Khashoggi e Yuppies
- I Want It All/Voglio il mondo – Brit e Oz
- Headlong – Brit, Oz, Galileo e Scaramouche
- No-One but You (Only the Good Die Young)/Solo per te (Per le persone che muoiono) – Oz e Bohemians
- Crazy Little Thing Called Love/Un piccolo foll'amor – Brit, Meat, Galileo, Scaramouche e Bohemians
- Ogre Battle (strumentale)
- One Vision/Radio Ga Ga (reprise) – Ga Ga Kids
- Who Wants to Live Forever/Infin, chi può vivere – Galileo e Scaramouche
- Flash – Bohemians
- Seven Seas of Rhye/Sette mari di Rhye – Khashoggi e Bohemians
- Fat Bottomed Girls – Killer Queen e Sex Yuppies
- Don't Stop Me Now/Non si fermano – Killer Queen
- Another One Bites the Dust/Potresti esser quello? – Killer Queen
- Hammer to Fall/Prendi il mondo – Galileo e Scaramouche
- These Are the Days of Our Lives/Un bambino in quegli anni – Pop e Bohemians
- Bicycle Race – Bohemians
- Headlong (reprise) – Galileo, Scaramouche e Pop
- Brighton Rock solo (strumentale)
- Tie Your Mother Down (strumentale)
- We Will Rock You – Galileo e Bohemians
- We Are the Champions – Galileo e gruppo
- We Will Rock You (fast) – Ensemble
- Bohemian Rhapsody – Cast intero